# Jean de Segonzac
Jean de Segonzac, a volte accreditato graficamente come Jean DeSegonzac (New York, 1949), è uno sceneggiatore, regista e direttore della fotografia statunitense.

## Filmografia

### Regista e sceneggiatore
- Homicide (Homicide Life On The Street) – serie TV, 122 episodi (1992-1999)
- Laws of Gravity (1992)
- Law & Order: Unità vittime speciali (Law & Order: Special Victims Unit) – serie TV, 45 episodi (1999-2020)
- FBI: Most Wanted – serie TV, 4 episodi (2020-2022)

### Direttore della fotografia
- The Tale regia di Jennifer Cox (2018)

### Produttore
- Tequila e Bonetti - serie TV, produttore esecutivo